# الانو (بازیکن فوتبال)
الانو (به پرتغالی: Elano Blumer) هافبک اهل برزیل است که در شهر Iracemápolis و در تاریخ ۱۴ ژوئن ۱۹۸۱ به دنیا آمده‌است.
الانو در تیم‌های فوتبال سانتوس ،شاختار دونتسک،منچستر سیتی، باشگاه فوتبال گالاتاسرای، سانتوس و Grêmio سابقهٔ حضور دارد. این بازیکن همچنین در سال، ۲۰۰۴ – ۲۰۱۱ برای، تیم ملی فوتبال برزیل به میدان رفته‌است